# كفر دبيل
كفر دبيل قرية سورية تتبع ل منطقة جبلة في محافظة اللاذقية.
في عام 2017 تم إنشاء مشروع مياه كفردبيل وهو عبارة عن شبكة صغيرة مع بئرين.